# Jane Cederqvist
Jane Barbro Iréne Cederqvist, född 1 juli 1945 i Stockholm, död 15 januari 2023 i Skarpnäcks distrikt i Stockholm, var en svensk simmare, historiker och ämbetsman.
Cederqvist vann silvermedalj på damernas 400 meter frisim vid olympiska sommarspelen 1960 i Rom och blev "Silver-Jane" med hela svenska folket. Hon tilldelades senare på året Svenska Dagbladets guldmedalj, som första kvinnliga idrottsutövare, och var vid sin död ännu den yngsta mottagaren någonsin. Hon avslutade sin idrottskarriär vid 16 års ålder och gjorde senare karriär inom offentlig förvaltning, bland annat som generaldirektör.

## Biografi

### Bakgrund och simkarriär
Cederqvist började träna i simklubben Neptun och med Sten Hellqvist som tränare när hon var 12 år. Det innebar ett intensivt träningsprogram med dubbla dagspass fem dagar i veckan. Vid ett test av syreupptagningsförmågan bland samtliga olympier till OS 1960 konstaterades att Cederqvist hade den högsta kapaciteten.
Två år senare simmade hon som första svenska under fem minuter på 400 meter frisim, och dessförinnan hade hon vid junior-SM kommit trea. I augusti 1960 slog hon överraskande världsrekord på 800 meter frisim, med den första tiden under tio minuter (9:55,06); därmed raderade hon ut australiskan Ilse Konrads världsrekord.
Samma år blev hon silvermedaljör på 400 meter frisim vid OS i Rom. Detta skedde efter en frenetisk forcering mot slutet av loppet där endast USA:s Chris von Saltza kunde hålla undan. På hösten slog hon även världsrekord på 1 500 meter frisim. För dessa insatser blev hon Årets idrottskvinna och fick som första kvinnliga idrottsutövare Bragdmedaljen. Hon var ännu vid sin död den yngsta bragdmedaljvinnaren.
Våren 1961 slog hon Europarekord på 200 och 400 meter frisim vid internationella tävlingar i Israel. Rekorden anmäldes inte av Svenska Simförbundet till FINA och är följaktligen inte registrerade. Hon simmade ett flertal gånger under gällande Europa- och världsrekord på 200, 400 och 800 meter frisim. Rekorden godkändes inte, eftersom bassängerna inte höll internationell standard. Hösten 1961 avslutade hon sin idrottskarriär, bland annat för att inte missa mer av sin skolgång.
Inspirerade av hennes framgångar byggdes under de kommande åren åtskilliga simbassänger i Sverige; den 14-åriga Jane Cederqvist hade 1959 skrivit ett argt brev till borgarrådet Helge Berglund i Stockholm angående uteblivna pengar till stadens nya utomhusbad. Berglund misstänktes ha prioriterat Johannehovs isstadion. Tre år senare invigdes dock Eriksdalsbadet, som del av förbättringen av träningsanläggningarna för både elitsimmare och motionärer.

### Akademisk karriär
Därefter följde akademiska studier och karriär inom offentlig förvaltning. Efter filosofie kandidatexamen 1970 anställdes hon vid Stockholms universitet och antogs som doktorand. Hon anställdes i Kommerskollegium 1976, i Riksrevisionsverket 1978 och disputerade 1980 för filosofie doktorsexamen i historia – med ämnet "Arbetare i strejk".
Intresset för politiska frågor kom bland annat från fadern Sten, som varit aktiv inom Typografförbundet. Därefter var hon bland annat revisionsdirektör i Riksrevisionsverket, direktör i Svenska Kommunförbundet och kommundirektör i Haninge kommun – utlånad från förbundet 1993 för att bistå kommunen i dess likviditetskris.
År 1994 blev hon statssekreterare i Näringsdepartementet och 1996 i Inrikesdepartementet. År 1998 blev hon museidirektör och överintendent för Statens historiska museer och år 1999 generaldirektör för Fortifikationsverket. Åren 2003–2006 var hon chef för ett kansli inom Finansdepartementet, med uppgift att hjälpa landstingen med effektiviseringar av sjukvården och att föreslå insatser från staten. Hon hade under sin yrkestid också ett flertal regeringsuppdrag och var ledamot i ett tjugotal styrelser. Hon var ordförande i bland annat Humanistisk-samhällsvetenskapliga forskningsrådet, sedermera Ämnesrådet för humaniora och samhällsvetenskap i Vetenskapsrådet.

### Senare år
I december 2022 berättade Cederqvist i Svenska Dagbladet att hon året före drabbats av amyotrofisk lateralskleros (ALS), något som tog lång tid att diagnostisera. Cederqvist avled månaden därpå av sjukdomen i sitt hem. Då hade hon varit änka i tio år och hade en son i ett tidigare äktenskap.